# AprizeSat
AprizeSat  é uma série de microssatélite estadunidense com plataforma de satélite de comunicação para satélite de órbita terrestre baixa, inicialmente denominado de LatinSat. É comercializado como solução de baixo custo, com custo alegado de 1,2 milhões de dólares por satélite, era planejado formar uma constelação com 48 satélites em órbita. Mas até agora somente um total de 12 lançamentos de satélites Aprize foram efetuados.

## Satélites
| Satellite name           | Launch date            | Status      |
| ------------------------ | ---------------------- | ----------- |
| LatinSat A               | 20 de dezembro de 2002 | Operacional |
| LatinSat B               | 20 de dezembro de 2002 | Operacional |
| AprizeSat 1 (LatinSat C) | 29 de junho de 2004    | Operacional |
| AprizeSat 2 (LatinSat D) | 29 de junho de 2004    | Operacional |
| AprizeSat 3              | 29 de julho de 2009    | Operacional |
| AprizeSat 4              | 29 de julho de 2009    | Operacional |
| AprizeSat 5              | 17 de agosto de 2011   | Operacional |
| AprizeSat 6              | 17 de agosto de 2011   | Operacional |
| AprizeSat 7              | 21 de novembro de 2013 | Operacional |
| AprizeSat 8              | 21 de novembro de 2013 | Operacional |
| AprizeSat 9              | 19 de junho de 2014    | Operacional |
| AprizeSat 10             | 19 de junho de 2014    | Operacional |